# Hero of the Day
«Hero of the Day» (с англ. — «Герой дня») — песня Metallica из альбома 1996 года «Load». Песня впервые была записана 13 декабря 1995 года, и была первой песней, записанной для нового альбома «Load».
Песня так же была вторым синглом Metallica для этого альбома. Был снят рекламный ролик на песню. В US Billboard Hot Mainstream Rock Tracks chart он попал на первое место.
Согласно статье в Kerrang, до релиза «Load», демо на песню называлось «Mouldy», в связи с тем, что основной рифф, как упоминают Джеймс Хэтфилд и Ларс Ульрих, из типичных звуков Bob Mould. Демо было записано 8 декабря 1994 года, одна из ранних демозаписей для «Load».
Песню играли вживую с Сан-Францисским симфоническим оркестром (дирижёр Майкл Камен), который записывался на альбом S & M.  Архивная копия от 22 апреля 2009 на Wayback Machine

## Трек Лист
CD № 1
1. «Hero of the Day» (4:22)
2. «Overkill» (4:07)
3. «Damage Case» (3:53)
4. «Hero of the Day (Outta B-sides mix)» (6:34)

CD № 2
1. «Hero of the Day»
2. «Stone Dead Forever»
3. «Too Late Too Late»
4. «Mouldy» (ранняя демоверсия «Hero of the Day»)

CD № 3
1. «Hero of the Day»
2. «Kill/Ride Medley (Live)»
  - «Ride the Lightning»
  - «No Remorse»
  - «Hit the Lights»
  - «The Four Horsemen»
  - «Phantom Lord»
  - «Fight Fire with Fire»

- Kill/Ride Medley: Записано 26 августа 1995, в Castle Donnington, England.

## Чарты
| Чарт (1996)                           | Высшая позиция |
| ------------------------------------- | -------------- |
| UK Singles Chart                      | 17             |
| U.S. Billboard Hot 100                | 60             |
| U.S. Billboard Mainstream Rock Tracks | 1              |